# Paddy Jones
Sarah Patricia Jones (1 de julho de 1934) é uma dançarina de salsa britânica, mais conhecida por ganhar o show de talentos espanhol Tú sí que vales ao lado de seu companheiro de dança Nico em 2009. Em 2014, Paddy e Nico competiram na oitava série de Britain's Got Talent, onde terminaram em nono lugar no geral.
Ela é o atual detentora do recorde do Guinness World Records da "Dançarina de Salsa Acrobática mais velha do mundo".

## Biografia
Paddy nasceu em Stourbridge, Inglaterra. Ela começou a dançar dança clássica quando tinha 2 anos e meio e com 15 anos começou a tomar aulas em mais disciplinas. No entanto, ela deixou a dança aos 22 anos quando se casou com o marido, David. Eles se mudaram para Gandia, na Espanha, em 2001, quando seu marido se aposentou, mas David morreu de leucemia em 2003.
Após a morte de seu marido, Paddy decidiu fazer aula de flamenco na academia de dança de Nicolás "Nico" Espinosa, onde aprendeu a dançar a salsa e formou a dupla de dança de salsa chamada "Son del Timbal" com Nico (que é 40 anos mais novo do que ela).

## Carreira

### Tú sí que vales
Paddy & Nico entraram no show de talentos espanhóis, Tú sí que vales, eventualmente ganhando o show em 2 de dezembro de 2009. Eles também ganharam 10.000 euros e fama global depois de serem comparados com Susan Boyle.

### Split
Após o sucesso internacional, Paddy & Nico competiram em Bailando 2010 (a versão argentina de Dancing with the Stars). Uma vez que foram votados fora do Showmatch (na rodada 11), a relação da dupla estava cheia. Nico, decidiu que era hora de seguir em frente, fechando o bar que ele correu em Gandia, na Espanha, onde Paddy morava e se afastou da área. Nico já mudou de volta para Gandia e os jovens estão novamente atuando em congressos de Salsa ao redor do mundo.

### Britain's Got Talent
Em 2014, Paddy & Nico fez uma audição para a oitava série de Britain's Got Talent. Sua audição foi transmitida pela ITV no Reino Unido em 12 de abril. No final da audição, a juíza Amanda Holden usou seu Buzzer dourado para enviar o par diretamente às meias-finais. No dia 29 de maio, foi relatado que Paddy & Nico teriam que se retirar do show depois que Paddy quebrou sua costela enquanto ensaiava uma nova rotina com Nico, com Amanda Holden expressando sua decepção: "Desde que eu vi pela primeira vez a dança de Paddy, eu me apaixonei por ela ... E eu realmente acho que ela poderia ter ganhado todo o show". No entanto, no dia seguinte, foi anunciado que Paddy & Nico ainda competiriam no show, com a saúde de Paddy melhorando desde a lesão, e ela recebeu os médicos. Paddy disse que havia dito aos produtores do show que acreditava que ela estava "apta para dançar", comentando que "O Britain's Got Talent é algo que eu quero muito". Paddy e Nico foram submetidos às finais do show em 31 de maio, passando as semifinais com três votos favoráveis dos juízes sobre a cantora Bailey McConnell. Eles realizaram outra rotina na final ao vivo em 7 de junho de 2014, chegando no 9.º lugar.
Em 2015, eles participaram sob o nome de "Paddy & Nicko" na versão alemã do show: "Das Supertalent". Eles chegaram à final em 12 de dezembro de 2015. Eles terminaram em nono lugar, de doze candidatos.

### La France é um talento incrível
Em novembro de 2016, Paddy & Nico audicionaram para a versão francesa do talento britânico, La France, um talento incrível. Eles receberam um voto unânime para a próxima rodada.

### Festival de Sanremo 2018
Em fevereiro de 2018, Paddy é um convidado especial na 68ª edição do Festival de Sanremo, dançando durante três das cinco noites nas notas da música "Una vita in vacanza" da banda italiana "Lo Stato Sociale"